# Tarantula (Marvel Comics)
Tarantula è un personaggio dei fumetti Marvel Comics, del quale esistono quattro versioni:
- il primo, il cui nome è Anton Miguel Rodriguez, è stato creato da Gerry Conway (testi) e Ross Andru (disegni). La sua prima apparizione è in The Amazing Spider-Man (Vol. 1[1]) n. 134 (luglio 1974)[3];
- il secondo si chiama Luis Alvarez, è stato creato da Gerry Conway (testi) e Alex Saviuk (disegni). La sua prima apparizione avviene come El Araña, in Web of Spider-Man (Vol. 1) n. 35 (febbraio 1988)[4], mentre diventa Tarantula II in Web of Spider-Man (Vol. 1) n. 36 (marzo 1988)[4];
- la terza, il cui vero nome è Jacinda Rodriguez, è stata creata da Gail Simone (testi) e Alvin Lee (disegni). La sua prima apparizione è in Agent X n. 6 (febbraio 2003);
- la quarta è Maria Vasquez, creata da Justin Gray, James Palmiotti (testi) e William Tucci (disegni). La sua prima apparizione è in Heroes for Hire (Vol. 2) n. 1 (ottobre 2006).

## Biografia dei personaggi

### Anton Rodriguez
Anton è un terrorista rivoluzionario nell'immaginaria piccola repubblica sudamericana di Delvadia; viene espulso per aver ucciso una guardia senza motivo durante una rapina. Anton passa allora dalla parte del governo, una dittatura di stampo fascista, che crea per lui l'identità di Tarantula per utilizzarlo come agente operativo e versione del suo paese di Capitan America. Ha avuto una figlia di nome Jacinda.

### Luis Alvarez
Luis è un terrorista rivoluzionario inizialmente noto con il nome di battaglia El Araña. Il Generale Ramone convoca Luis a San Pablo per convincerlo a indossare i panni di Tarantula, per sostituire il defunto Anton Rodriguez, e combattere i dissidenti del regime. Il dottor Karl Mendoza sottopone Luis a una serie di esperimenti, per renderlo invincibile. Anni dopo Luis viene processato per i suoi crimini contro l'umanità; cerca di scappare ma viene ucciso da Wysper.

### Jacinda Rodriguez
Nella serie Agent X di Gail Simone ha debuttato Tarantula III, affermando di essere la figlia di Anton Rodriguez, il primo Tarantula "ufficiale". È apparsa soltanto in un albo, nel quale hanno sparato più volte sia a lei sia alla sua compagna Marie Batroc. Il suo cognome e la relazione con il primo Tarantula sono stati confermati nella scheda di Crossfire dell'Official Handbook of the Marvel Universe. I suoi superpoteri rimangono sconosciuti.

### Maria Vasquez
Maria ha affermato che ha deciso di diventare una supereroina, come quarta Tarantula, per vendicare la sorella, uccisa nell'incidente a Stamford. Si unisce nel gruppo degli Eroi in vendita di Misty Knight durante Civil War.

## Altre versioni
- Clay Riley è il primissimo personaggio a portare il nome di Tarantula, pur divergendo completamente dalle altre versioni, è un personaggio malvagio in stile Zorro dell'era western armato di una disciplina e con uno strano accento messicano. Appare per la prima volta in Ghost Rider n.2 (aprile 1967). È a capo dei Nightriders nella miniserie Blaze of Glory: The Last Ride of the Western Heroes e viene ucciso nella sparatoria finale nell'ultimo albo.
- Lo scrittore Brian Michael Bendis ha dichiarato a Wizard che una versione Ultimate di Tarantula era stata prevista per la "Saga del clone" di Ultimate Spider-Man. Nonostante l'arco narrativo introduca diversi nuovi personaggi che acquisiscono poteri aracnidei, nessuno è chiamato Tarantula all'interno della storia. Comunque, Ultimate Secrets identifica come "Tarantula " un clone di Spider-Man con un costume nero, sei braccia e occhi e pelo da tarantola.